# Pallanuoto ai campionati mondiali di nuoto 2013 - Torneo femminile
L'XI edizione del campionato mondiale di pallanuoto femminile si è svolta nell'ambito dei Campionati mondiali di nuoto 2013 a Barcellona, in Spagna, dal 21 luglio al 2 agosto.
Le gare del torneo si sono svolte nell'impianto della Piscine Bernat Picornell.
Hanno partecipato alla rassegna sedici squadre nazionali.

## Formula
Come per il torneo maschile, anche in quello femminile è stata adottata una nuova formula. Tutte le squadre partecipanti, dopo una fase preliminare a gironi, si sono qualificate per la fase a eliminazione diretta. Gli incroci degli ottavi hanno visto le prime classificate contro le quarte e le seconde contro le terze.

## Fase preliminare

### Gironi
Il sorteggio dei gironi preliminari è stato effettuato insieme a quello del torneo maschile alle 12:00 del 24 febbraio 2013, a Barcellona, presso la sede dell'emittente statale TVE. Le sedici partecipanti erano suddivise nelle seguenti quattro fasce:
| Fascia 1    | Fascia 2 | Fascia 3      | Fascia 4      |
| ----------- | -------- | ------------- | ------------- |
| Australia   | Canada   | Brasile       | Gran Bretagna |
| Spagna      | Cina     | Grecia        | Kazakistan    |
| Stati Uniti | Italia   | Nuova Zelanda | Sudafrica     |
| Ungheria    | Russia   | Paesi Bassi   | Uzbekistan    |

L'esito del sorteggio è stato il seguente:
| Gruppo A    | Gruppo B      | Gruppo C      | Gruppo D   |
| ----------- | ------------- | ------------- | ---------- |
| Paesi Bassi | Australia     | Canada        | Brasile    |
| Russia      | Cina          | Gran Bretagna | Italia     |
| Spagna      | Nuova Zelanda | Grecia        | Kazakistan |
| Uzbekistan  | Sudafrica     | Stati Uniti   | Ungheria   |

### Gruppo A
| Pos. | Squadra     | Pt | G | V | N | P | GF | GS | DR  |
| ---- | ----------- | -- | - | - | - | - | -- | -- | --- |
| 1.   | Russia      | 5  | 3 | 2 | 1 | 0 | 41 | 24 | +17 |
| 2.   | Spagna      | 4  | 3 | 2 | 0 | 1 | 40 | 23 | +17 |
| 3.   | Paesi Bassi | 3  | 3 | 1 | 1 | 1 | 54 | 29 | +25 |
| 4.   | Uzbekistan  | 0  | 3 | 0 | 0 | 3 | 13 | 72 | -59 |

| # gara | Data      | Ora   | Gara       | Gara  | Gara        |
| ------ | --------- | ----- | ---------- | ----- | ----------- |
| 1      | 21 luglio | 09:30 | Russia     | 22-6  | Uzbekistan  |
| 8      | 21 luglio | 21:30 | Spagna     | 14-12 | Paesi Bassi |
| 15     | 23 luglio | 20:10 | Uzbekistan | 3-30  | Paesi Bassi |
| 16     | 23 luglio | 21:30 | Spagna     | 6-7   | Russia      |
| 21     | 25 luglio | 17:30 | Russia     | 12-12 | Paesi Bassi |
| 24     | 25 luglio | 21:30 | Spagna     | 20-4  | Uzbekistan  |

### Gruppo B
| Pos. | Squadra       | Pt | G | V | N | P | GF | GS | DR  |
| ---- | ------------- | -- | - | - | - | - | -- | -- | --- |
| 1.   | Australia     | 6  | 3 | 3 | 0 | 0 | 45 | 10 | +35 |
| 2.   | Cina          | 4  | 3 | 2 | 0 | 1 | 35 | 21 | +14 |
| 3.   | Nuova Zelanda | 2  | 3 | 1 | 0 | 2 | 22 | 35 | -13 |
| 4.   | Sudafrica     | 0  | 3 | 0 | 0 | 3 | 10 | 46 | -36 |

| # gara | Data      | Ora   | Gara      | Gara | Gara          |
| ------ | --------- | ----- | --------- | ---- | ------------- |
| 2      | 21 luglio | 10:50 | Australia | 15-4 | Nuova Zelanda |
| 3      | 21 luglio | 12:10 | Cina      | 17-2 | Sudafrica     |
| 9      | 23 luglio | 09:30 | Sudafrica | 7-13 | Nuova Zelanda |
| 10     | 23 luglio | 10:50 | Australia | 14-5 | Cina          |
| 22     | 25 luglio | 18:50 | Australia | 16-1 | Sudafrica     |
| 23     | 25 luglio | 20:10 | Cina      | 13-5 | Nuova Zelanda |

### Gruppo C
| Pos. | Squadra       | Pt | G | V | N | P | GF | GS | DR  |
| ---- | ------------- | -- | - | - | - | - | -- | -- | --- |
| 1.   | Stati Uniti   | 6  | 3 | 3 | 0 | 0 | 38 | 20 | +18 |
| 2.   | Canada        | 3  | 3 | 1 | 1 | 1 | 30 | 27 | +3  |
| 3.   | Grecia        | 3  | 3 | 1 | 1 | 1 | 29 | 27 | +2  |
| 4.   | Gran Bretagna | 0  | 3 | 0 | 0 | 3 | 20 | 43 | -23 |

| # gara | Data      | Ora   | Gara          | Gara | Gara          |
| ------ | --------- | ----- | ------------- | ---- | ------------- |
| 4      | 21 luglio | 13:30 | Stati Uniti   | 12-8 | Grecia        |
| 5      | 21 luglio | 17:30 | Canada        | 14-9 | Gran Bretagna |
| 11     | 23 luglio | 12:10 | Gran Bretagna | 7-13 | Grecia        |
| 12     | 23 luglio | 13:30 | Stati Uniti   | 10-8 | Canada        |
| 17     | 25 luglio | 09:30 | Stati Uniti   | 16-4 | Gran Bretagna |
| 18     | 25 luglio | 10:50 | Canada        | 8-8  | Grecia        |

### Gruppo D
| Pos. | Squadra    | Pt | G | V | N | P | GF | GS | DR  |
| ---- | ---------- | -- | - | - | - | - | -- | -- | --- |
| 1.   | Ungheria   | 6  | 3 | 3 | 0 | 0 | 48 | 17 | +31 |
| 2.   | Italia     | 4  | 3 | 2 | 0 | 1 | 26 | 22 | +4  |
| 3.   | Kazakistan | 2  | 3 | 1 | 0 | 2 | 23 | 32 | -9  |
| 4.   | Brasile    | 0  | 3 | 0 | 0 | 3 | 16 | 42 | -26 |

| # gara | Data      | Ora   | Gara       | Gara | Gara       |
| ------ | --------- | ----- | ---------- | ---- | ---------- |
| 6      | 21 luglio | 18:50 | Ungheria   | 20-6 | Brasile    |
| 7      | 21 luglio | 20:10 | Italia     | 9-7  | Kazakistan |
| 13     | 23 luglio | 17:30 | Kazakistan | 9-5  | Brasile    |
| 14     | 23 luglio | 18:50 | Ungheria   | 10-4 | Italia     |
| 19     | 25 luglio | 12:10 | Ungheria   | 18-7 | Kazakistan |
| 20     | 25 luglio | 13:30 | Italia     | 13-5 | Brasile    |

## Fase finale

### Tabellone principale
|  | Ottavi di finale       | Ottavi di finale       |                        |    | Quarti di finale          | Quarti di finale          |                       |                       | Semifinali | Semifinali |  |  | Finale | Finale |
|  |                        |                        |                        |    |                           |                           |                       |                       |            |            |  |  |        |        |
|  | 27 luglio 2013 - 09:30 |                        |                        |    |                           |                           |                       |                       |            |            |  |  |        |        |
|  |                        |                        |                        |    |                           |                           |                       |                       |            |            |  |  |        |        |
|  | A1 Russia              | 22                     |                        |    |                           |                           |                       |                       |            |            |  |  |        |        |
|  | A1 Russia              | 22                     | 29 luglio 2013 - 15:30 |    |                           |                           |                       |                       |            |            |  |  |        |        |
|  | B4 Sudafrica           | 3                      |                        |    |                           |                           |                       |                       |            |            |  |  |        |        |
|  | B4 Sudafrica           | 3                      | Russia                 | 17 |                           |                           |                       |                       |            |            |  |  |        |        |
|  | 27 luglio 2013 - 18:50 |                        | Russia                 | 17 |                           |                           |                       |                       |            |            |  |  |        |        |
|  |                        | Canada                 | 9                      |    |                           |                           |                       |                       |            |            |  |  |        |        |
|  | C2 Canada              | Canada                 | 9                      | 14 |                           |                           |                       |                       |            |            |  |  |        |        |
|  | C2 Canada              |                        | 31 luglio 2013 - 20:15 | 14 |                           |                           |                       |                       |            |            |  |  |        |        |
|  | D3 Kazakistan          | 8                      |                        |    |                           |                           |                       |                       |            |            |  |  |        |        |
|  | D3 Kazakistan          | 8                      | Russia                 | 6  |                           |                           |                       |                       |            |            |  |  |        |        |
|  | 27 luglio 2013 - 10:50 |                        | Russia                 | 6  |                           |                           |                       |                       |            |            |  |  |        |        |
|  |                        | Australia              | 9                      |    |                           |                           |                       |                       |            |            |  |  |        |        |
|  | B1 Australia           | Australia              | 9                      | 25 |                           |                           |                       |                       |            |            |  |  |        |        |
|  | B1 Australia           | 29 luglio 2013 - 17:00 |                        | 25 |                           |                           |                       |                       |            |            |  |  |        |        |
|  | A4 Uzbekistan          | 2                      |                        |    |                           |                           |                       |                       |            |            |  |  |        |        |
|  | A4 Uzbekistan          | 2                      | Australia              | 9  |                           |                           |                       |                       |            |            |  |  |        |        |
|  | 27 luglio 2013 - 21:30 |                        | Australia              | 9  |                           |                           |                       |                       |            |            |  |  |        |        |
|  |                        | Grecia                 | 5                      |    |                           |                           |                       |                       |            |            |  |  |        |        |
|  | D2 Italia              | Grecia                 | 5                      | 12 |                           |                           |                       |                       |            |            |  |  |        |        |
|  | D2 Italia              |                        | 2 agosto 2013 - 22:15  | 12 |                           |                           |                       |                       |            |            |  |  |        |        |
|  | C3 Grecia (rig.)       | 13                     |                        |    |                           |                           |                       |                       |            |            |  |  |        |        |
|  | C3 Grecia (rig.)       | 13                     | Australia              | 6  |                           |                           |                       |                       |            |            |  |  |        |        |
|  | 27 luglio 2013 - 12:10 |                        | Australia              | 6  |                           |                           |                       |                       |            |            |  |  |        |        |
|  |                        | Spagna                 | 8                      |    |                           |                           |                       |                       |            |            |  |  |        |        |
|  | B2 Cina                | Spagna                 | 8                      | 10 |                           |                           |                       |                       |            |            |  |  |        |        |
|  | B2 Cina                | 29 luglio 2013 - 20:15 |                        | 10 |                           |                           |                       |                       |            |            |  |  |        |        |
|  | A3 Paesi Bassi         | 11                     |                        |    |                           |                           |                       |                       |            |            |  |  |        |        |
|  | A3 Paesi Bassi         | 11                     | Paesi Bassi            | 7  |                           |                           |                       |                       |            |            |  |  |        |        |
|  | 27 luglio 2013 - 20:10 |                        | Paesi Bassi            | 7  |                           |                           |                       |                       |            |            |  |  |        |        |
|  |                        | Ungheria               | 11                     |    |                           |                           |                       |                       |            |            |  |  |        |        |
|  | D1 Ungheria            | Ungheria               | 11                     | 14 |                           |                           |                       |                       |            |            |  |  |        |        |
|  | D1 Ungheria            |                        | 31 luglio 2013 - 21:45 | 14 |                           |                           |                       |                       |            |            |  |  |        |        |
|  | C4 Gran Bretagna       | 5                      |                        |    |                           |                           |                       |                       |            |            |  |  |        |        |
|  | C4 Gran Bretagna       | 5                      | Ungheria               | 12 |                           |                           |                       |                       |            |            |  |  |        |        |
|  | 27 luglio 2013 - 13:30 |                        | Ungheria               | 12 |                           |                           |                       |                       |            |            |  |  |        |        |
|  |                        | Spagna                 | 13                     |    | Finale per il terzo posto | Finale per il terzo posto |                       |                       |            |            |  |  |        |        |
|  | A2 Spagna              | Spagna                 | 13                     | 18 | Finale per il terzo posto | Finale per il terzo posto |                       |                       |            |            |  |  |        |        |
|  | A2 Spagna              | 29 luglio 2013 - 21:45 | 29 luglio 2013 - 21:45 | 18 |                           |                           | 2 agosto 2013 - 16:30 | 2 agosto 2013 - 16:30 |            |            |  |  |        |        |
|  | B3 Nuova Zelanda       | 29 luglio 2013 - 21:45 | 29 luglio 2013 - 21:45 | 6  |                           |                           | 2 agosto 2013 - 16:30 | 2 agosto 2013 - 16:30 |            |            |  |  |        |        |
|  | B3 Nuova Zelanda       | Spagna                 | 9                      | 6  | Russia                    | 8                         |                       |                       |            |            |  |  |        |        |
|  | 27 luglio 2013 - 17:30 | Spagna                 | 9                      |    | Russia                    | 8                         |                       |                       |            |            |  |  |        |        |
|  |                        | Stati Uniti            | 6                      |    | Ungheria                  | 10                        |                       |                       |            |            |  |  |        |        |
|  | C1 Stati Uniti         | Stati Uniti            | 6                      | 14 | Ungheria                  | 10                        |                       |                       |            |            |  |  |        |        |
|  | C1 Stati Uniti         |                        |                        | 14 |                           |                           |                       |                       |            |            |  |  |        |        |
|  | D4 Brasile             | 3                      |                        |    |                           |                           |                       |                       |            |            |  |  |        |        |
|  | D4 Brasile             | 3                      |                        |    |                           |                           |                       |                       |            |            |  |  |        |        |

#### Ottavi di finale
| Arbitri: | Ni (CHN) Vogel (HUN) |

| |           |                           |
| Beliaeva 5 Prokof'eva 4 Karimova 3 D. Antonova, Tankeeva 2 A. Antonova, Belova, Grineva, Timofeeva, Ivanova, Zelentsova 1 | Marcatori | 1 Paley, L. Keet, M. Keet |

| Arbitri: | Moller (ARG) Littlejohn (GBR) |

|                                                                                        |           |            |
| Buckling 6 Lincoln-Smith, Bishop, Knox, Arancini, Southern 3 Webster 2 Appel, Gofers 1 | Marcatori | 2 Sarancha |

| Arbitri: | Bender (GER) Flahive (AUS) |

|                                     |           |                                                      |
| Ma 4 Zhang 2 Teng, Liu, Sun, Song 1 | Marcatori | 3 Smit, Klaassen 2 van Belkum, Sevenich 1 Stomphorst |

| Arbitri: | Melliar (RSA) Golijanin (SRB) |

|                                                       |           |                                   |
| Pareja 5 Tarrago 4 Lopez 3 Pena, Blas, Garcia Godoy 2 | Marcatori | 2 Hudson, Myles 1 Lewis, Sieprath |

| Arbitri: | Makita (JPN) Skovpina (UZB) |

|                                                                     |           |                              |
| Silver, Seidermann, Fattal, Rulon 2 Steffens, Kraus, Dries, Craig 1 | Marcatori | 1 Zabilith, Chiappini, Bahia |

| Arbitri: | Taylan (TUR) Williams (NZL) |

|                                                                                     |           |                                                                |
| M. Eggens 4 Wright, Perreault, C. Eggens 2 Alogbo, Baron la Salle, Robinson, Radu 1 | Marcatori | 2 Shepelina, Gritsenko 1 Akilbayeva, Turova, Zubkova, Jakayeva |

| Arbitri: | Terepenka (CAN) Drury (USA) |

|                                                     |           |                                                  |
| Bujka 5 Kisteleki 4 Antal, Szucs, Miskolczi, Toth 1 | Marcatori | 2 Nixon 1 McCann, Gibson-Byrne, Winstanley Smith |

| Arbitri: | Margeta (SLO) Borrell (ESP) |

|                                                            |           |                                              |
| Bianconi 3 Radicchi, Di Mario 2 Garibotti, Emmolo, Cotti 1 | Marcatori | 4 Manolioudaki 2 Tsoukala, Asimaki, Roumpesi |

#### Quarti di finale
| Arbitri: | Bender (GER) Peris (CRO) |

|                                                                         |           |                                             |
| Prokof'eva, Ivanova 4 Karimova, Antonova, Belova, Beliaeva 2 Tankeeva 1 | Marcatori | 4 Bekhazi 2 Monton 1 Alogbo, Wright, Eggens |

| Arbitri: | Margeta (SLO) Alexandrescu (ROU) |

|                                           |           |                                 |
| Knox, Webster, McGhie, Southern 2 Appel 1 | Marcatori | 2 Avramidou, Roumpesi 1 Asimaki |

| Arbitri: | Moller (ARG) Taylan (TUR) |

|                                                                       |           |                                                                              |
| Klaassen 2 Smit, Hakhverdian, van der Sloot, Stomphorst, van Belkum 1 | Marcatori | 4 Keszthelyi 2 Antal 1 Kisteleki, Szucs, Miskolczi, Bujka, Garda, Menczinger |

| Arbitri: | Koryzna (POL) Bianchi (ITA) |

|                                          |           |                                        |
| Pareja 4 Garcia Godoy, Lopez 2 Tarrago 1 | Marcatori | 3 Craig 1 Seidermann, Fattal, Steffens |

#### Semifinali
| Arbitri: | Margeta (SLO) Bianchi (ITA) |

|                                                      |           |                                                                  |
| Ivanova 2 Prokof'eva, Belova, Beliaeva, Zelentsova 1 | Marcatori | 3 Zagame 2 Webster 1 Buckling, Lincoln-Smith, Arancini, Southern |

| Arbitri: | Drury (USA) Alexandrescu (ROU) |

|                                               |           |                                                               |
| Antal 4 Kisteleki, Szucs, Keszthelyi, Bujka 2 | Marcatori | 4 Espar 3 Lopez 2 Pareja 1 Tarrago, Ortiz, Pena, Garcia Godoy |

#### Finale 3º-4º posto
| Arbitri: | Drury (USA) Bianchi (ITA) |

|                                          |           |                                                 |
| Antonova 3 Belova, Beliaeva 2 Tankeeva 1 | Marcatori | 3 Toth, Keszthelyi 2 Szucs 1 Takacs, Menczinger |

#### Finale
| Arbitri: | Koryzna (POL) Bender (GER) |

|                                                              |           |                                               |
| Lincoln-Smith, Bishop, Webster, McGhie, Arancini, Southern 1 | Marcatori | 2 Pareja, Garcia Godoy, Lopez 1 Tarrago, Blas |

### Tabellone 5º-8º posto
|  | 5º-8º posto | 5º-8º posto | 5º-8º posto |             |        | Incontro per il quinto posto  | Incontro per il quinto posto  | Incontro per il quinto posto  |  |
|  |             |             |             |             |        |                               |                               |                               |  |
|  | Canada      | Canada      | 8           |             |        |                               |                               |                               |  |
|  | Canada      | Canada      | 8           |             |        |                               |                               |                               |  |
|  | Grecia      | Grecia      | 12          |             |        |                               |                               |                               |  |
|  | Grecia      | Grecia      | 12          |             | Grecia | Grecia                        | 12                            |                               |  |
|  |             |             |             |             | Grecia | Grecia                        | 12                            |                               |  |
|  |             |             | Stati Uniti | Stati Uniti | 15     |                               |                               |                               |  |
|  | Stati Uniti | Stati Uniti | Stati Uniti | Stati Uniti | 15     | 12                            |                               |                               |  |
|  | Stati Uniti | Stati Uniti |             |             |        | 12                            |                               |                               |  |
|  | Paesi Bassi | Paesi Bassi | 11          |             |        | Incontro per il settimo posto | Incontro per il settimo posto | Incontro per il settimo posto |  |
|  | Paesi Bassi | Paesi Bassi | 11          |             |        |                               |                               |                               |  |
|  |             |             |             |             |        |                               |                               |                               |  |
|  |             |             |             |             |        | Canada                        | Canada                        | 9                             |  |
|  |             |             |             |             |        | Canada                        | Canada                        | 9                             |  |
|  |             |             |             |             |        | Paesi Bassi                   | Paesi Bassi                   | 12                            |  |

#### Semifinali
| Arbitri: | Moller (ARG) Taylan (TUR) |

|                                                   |           |                                                                           |
| Wright, Eggens 2 Bekhazi, Robinson, Valin, Radu 1 | Marcatori | 4 Tsouokala 2 Avramidou, Asimaki, Roumpesi 1 Diamantopoulou, Manolioudaki |

| Arbitri: | Peris (CRO) Flahive (AUS) |

|                                                                  |           |                                                                                       |
| Steffens, Mathewson, Neushul, Dries, Craig 2 Seidermann, Kraus 1 | Marcatori | 4 Klaassen 2 Smit 1 Hakhverdian, van der Sloot, Stomphorst, van Belkum, van der Molen |

#### Finale 7º-8º posto
| Arbitri: | Vogel (HUN) Naumov (RUS) |

|                                         |           |                                                                      |
| Valin 4 Bekhazi, Perreault 2 Robinson 1 | Marcatori | 3 Smit, Klaassen 2 Hakhverdian, van der Sloot 1 Stomphorst, Sevenich |

#### Finale 5º-6º posto
| Arbitri: | Terepenka (CAN) Taylan (TUR) |

|                                                                          |           |                                                                         |
| Avramidou 4 Roumpesi 2 Tsoukala, Psouni, Asimaki, Kotsia, Manolioudaki 1 | Marcatori | 3 Mathewson 2 Seidermann 1 Fattal, Clark, Steffens, Rulon, Dries, Craig |

## Classifica finale
| Pos.    | Squadra       |
| ------- | ------------- |
| Oro     | Spagna        |
| Argento | Australia     |
| Bronzo  | Ungheria      |
| 4       | Russia        |
| 5       | Stati Uniti   |
| 6       | Grecia        |
| 7       | Paesi Bassi   |
| 8       | Canada        |
| 9       | Cina          |
| 10      | Italia        |
| 11      | Kazakistan    |
| 12      | Nuova Zelanda |
| 13      | Regno Unito   |
| 14      | Brasile       |
| 15      | Sudafrica     |
| 16      | Uzbekistan    |